# Каштановолобый ара
Каштановолобый ара (лат. Ara severus) — птица семейства попугаевых. Подвидов не выделяют.

## Внешний вид
Длина тела 45—52 см, хвоста 20—24 см; вес 380 г. Окраска зелёная, голова с синим оттенком. Подбородок, щёки и лоб тёмно-красные с буроватым оттенком. Малые маховые перья с наружной стороны зелёные, первостепенные маховые — голубые. Малые кроющие перья красные. Хвост красно-коричневый с голубым концом. Клюв чёрный. Лапы серые. Радужка оранжеватая.

## Распространение
Обитает в Южной Америке от Панамы до бассейна Амазонки (запад и центр Бразилии, север и центр Боливии).

## Образ жизни
Населяют тропические сельвы, болота, луга, лесистости, саванны с лесопосадками, кромки дождевого леса, пальмовые рощи до высоты 1000—1500 м над уровнем моря. Питаются пальмовыми орехами, ягодами, семенами, плодами. Иногда наносят ощутимый урон плантациям кукурузы, где кормятся в период созревания урожая. Такую же угрозу представляют эти попугаи и рощам фиговых деревьев.

## Размножение
Гнездо устраивает в дуплах мёртвых старых пальм, на большой высоте; известны случаи их гнездования и в норах по берегам рек. Часто гнездятся колониями. В кладке 2—5 яиц. Насиживание длится 26—28 дней. Первые несколько дней самка не покидает гнездо, а самец её кормит и постоянно находится рядом, иногда залезая в него на ночь. Птенцы оперяются в 11—12 недель. После выхода птенцов из гнезда, их ещё две недели кормят родители.

## Содержание
В Европу этих птиц завозят уже ручными, взятыми из гнезда птенцами и искусственно выращенными людьми. Они хорошо отличают человека, который за ними ухаживает, от посторонних. Встречаются особи, прекрасно подражающие человеческой речи, различным мелодиям и звукам. Несмотря на эти положительные качества, у попугаев очень громкий и резкий голос и очень сильный клюв, поэтому в домашних условиях держать их сложно.

## Галерея

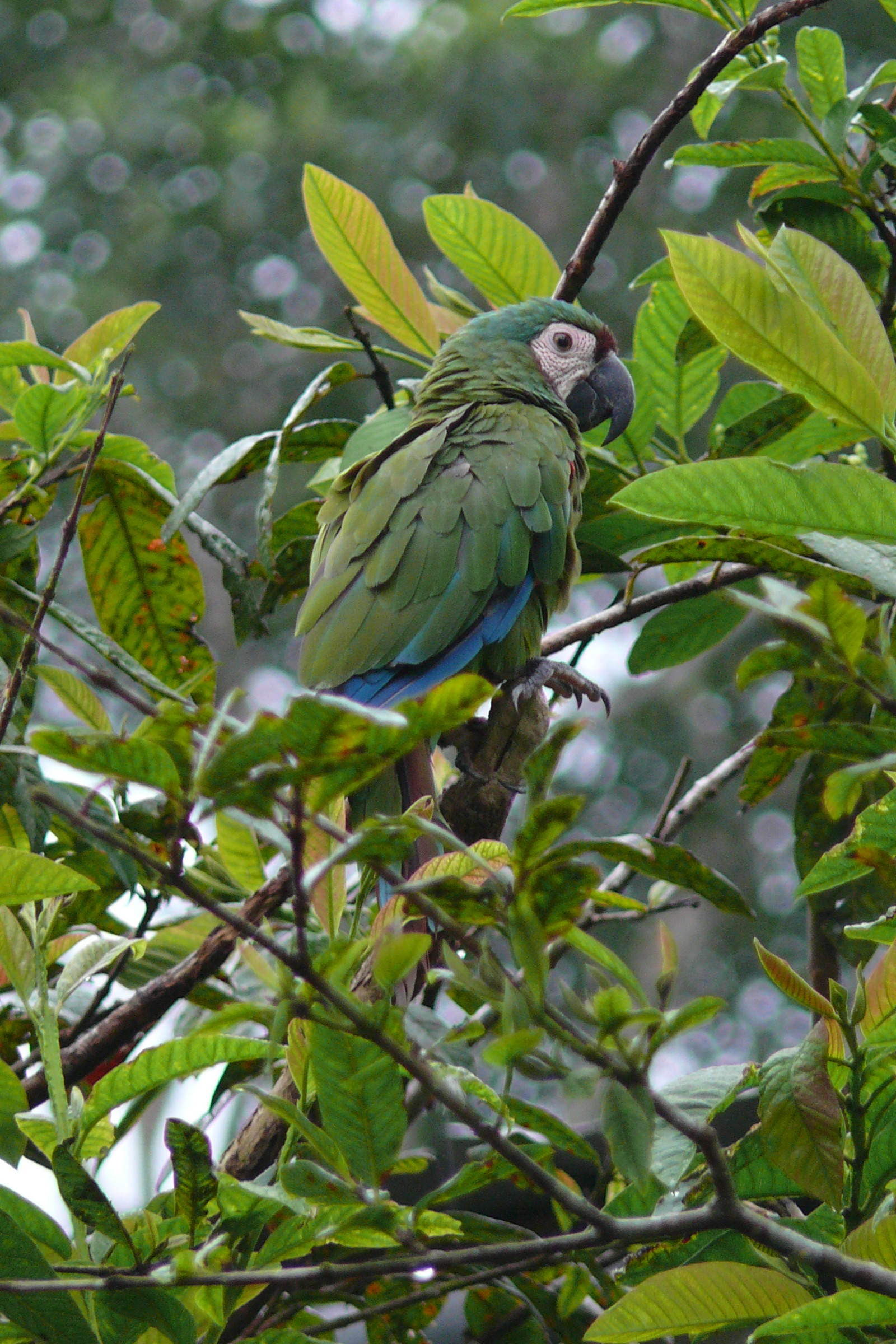
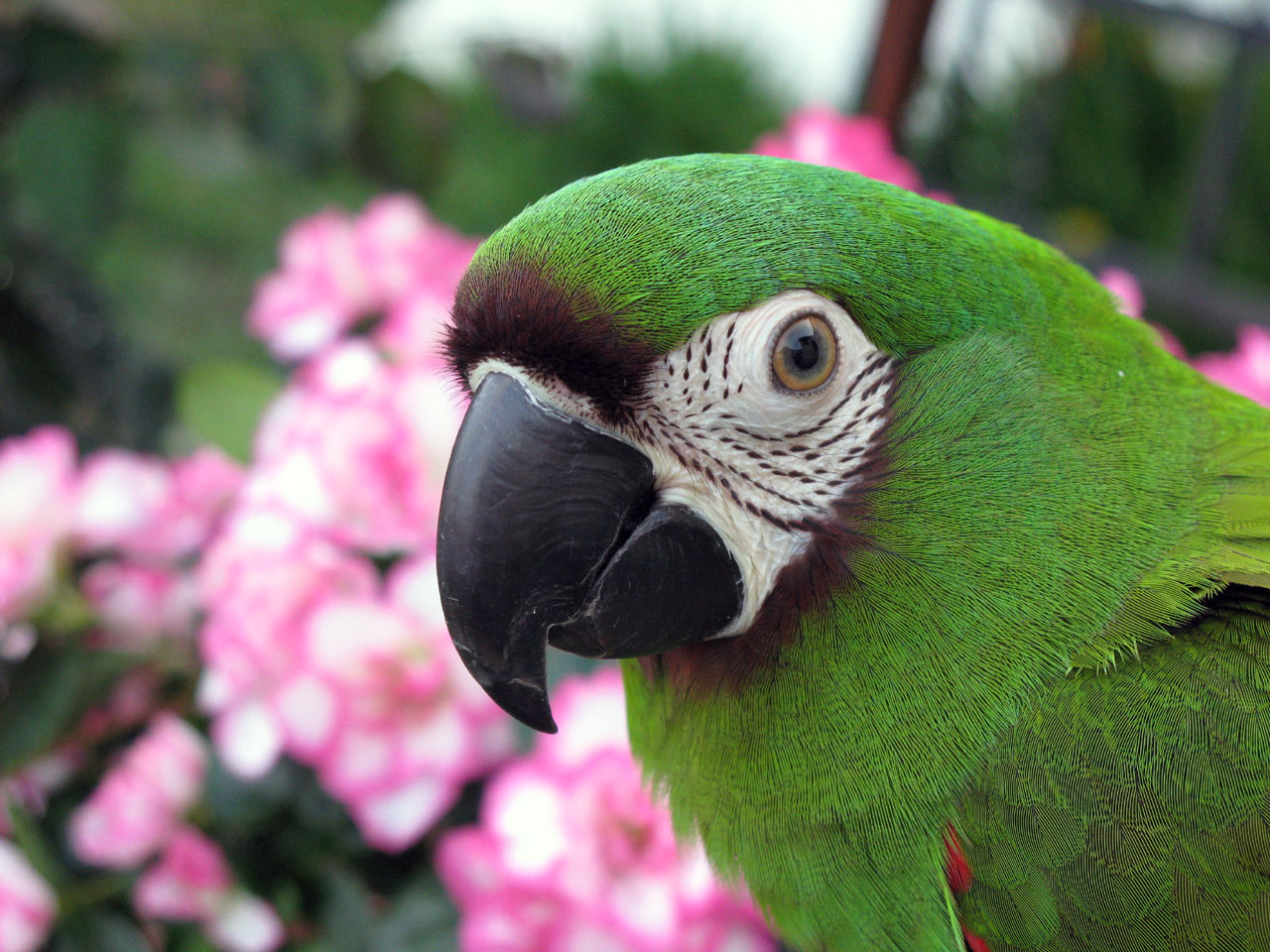
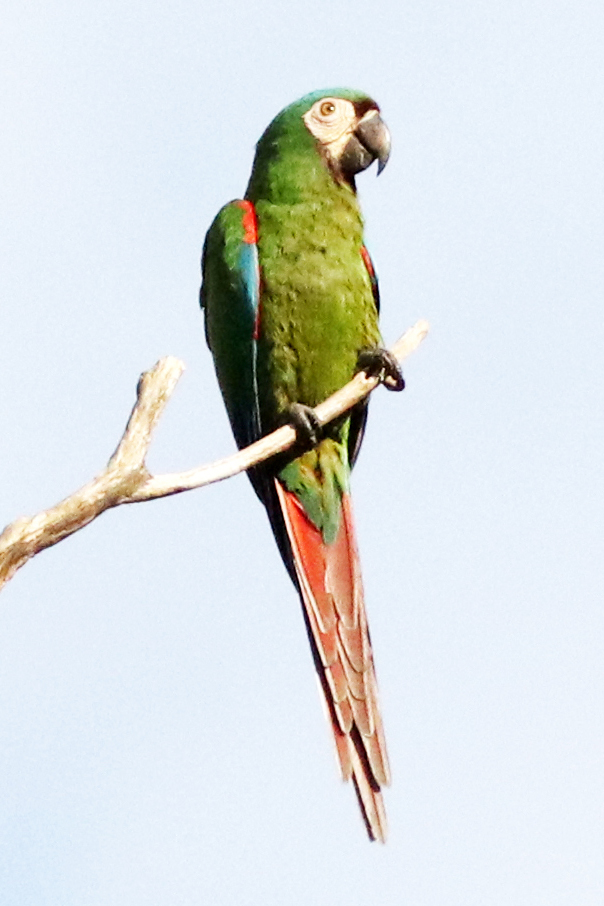
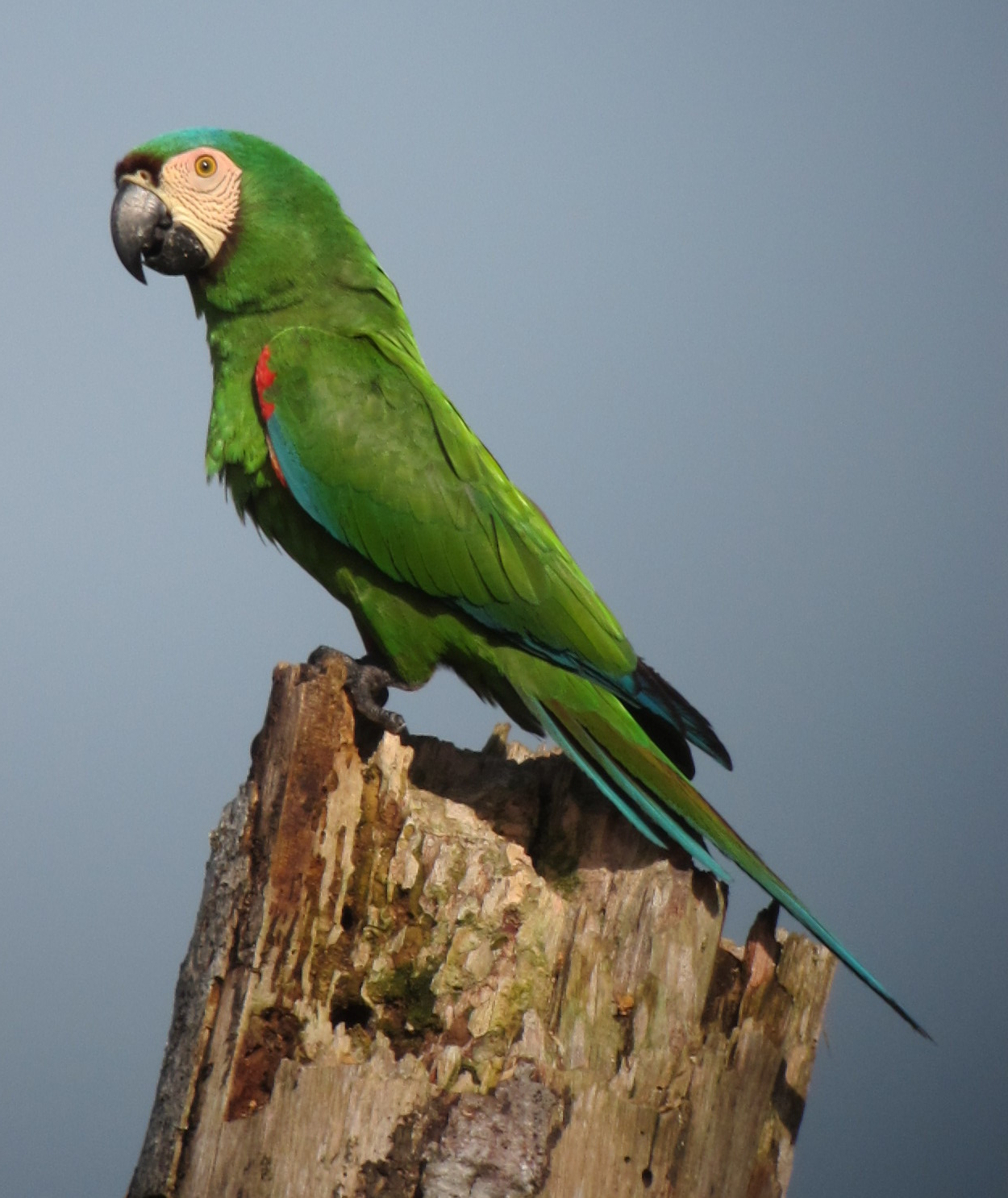
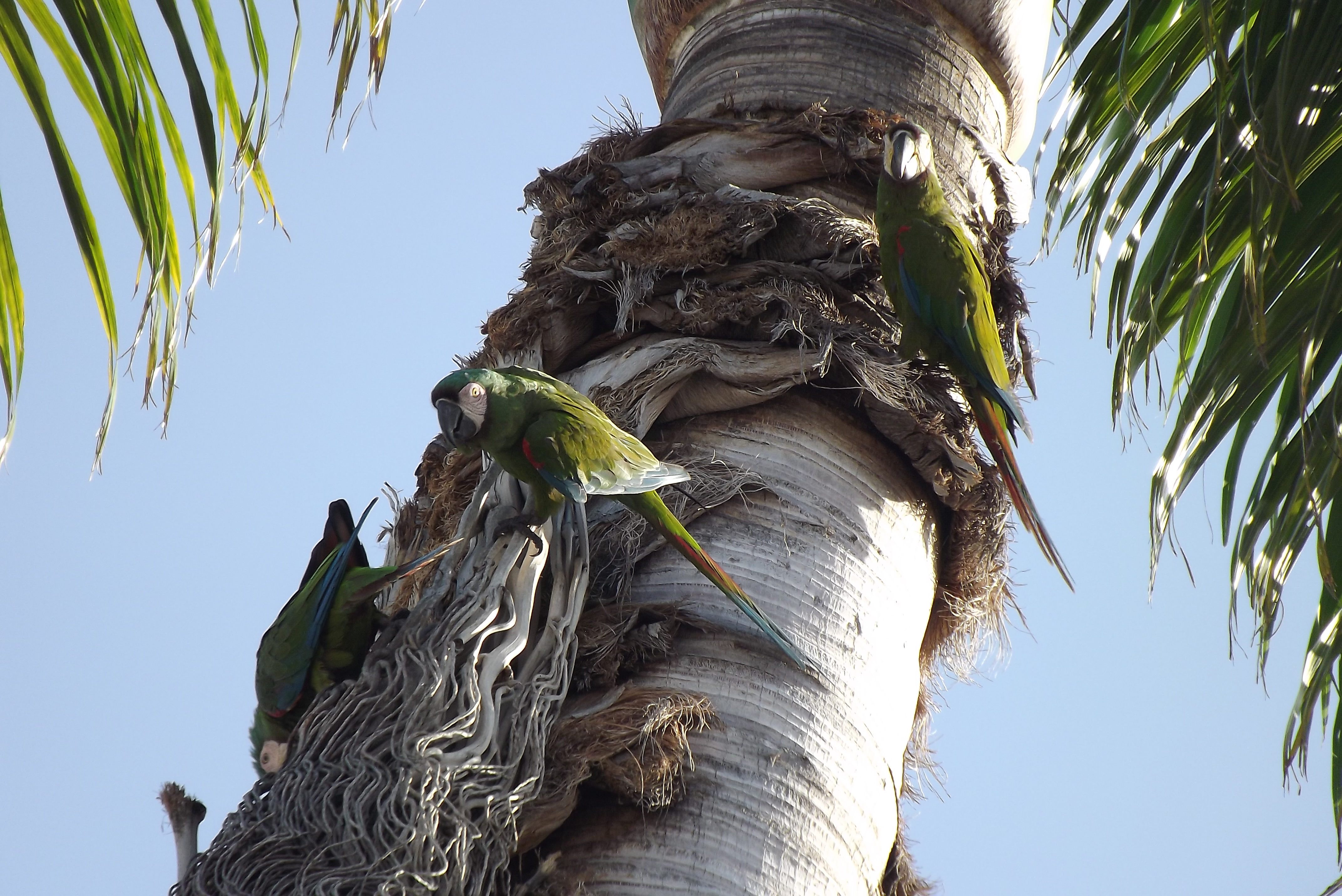
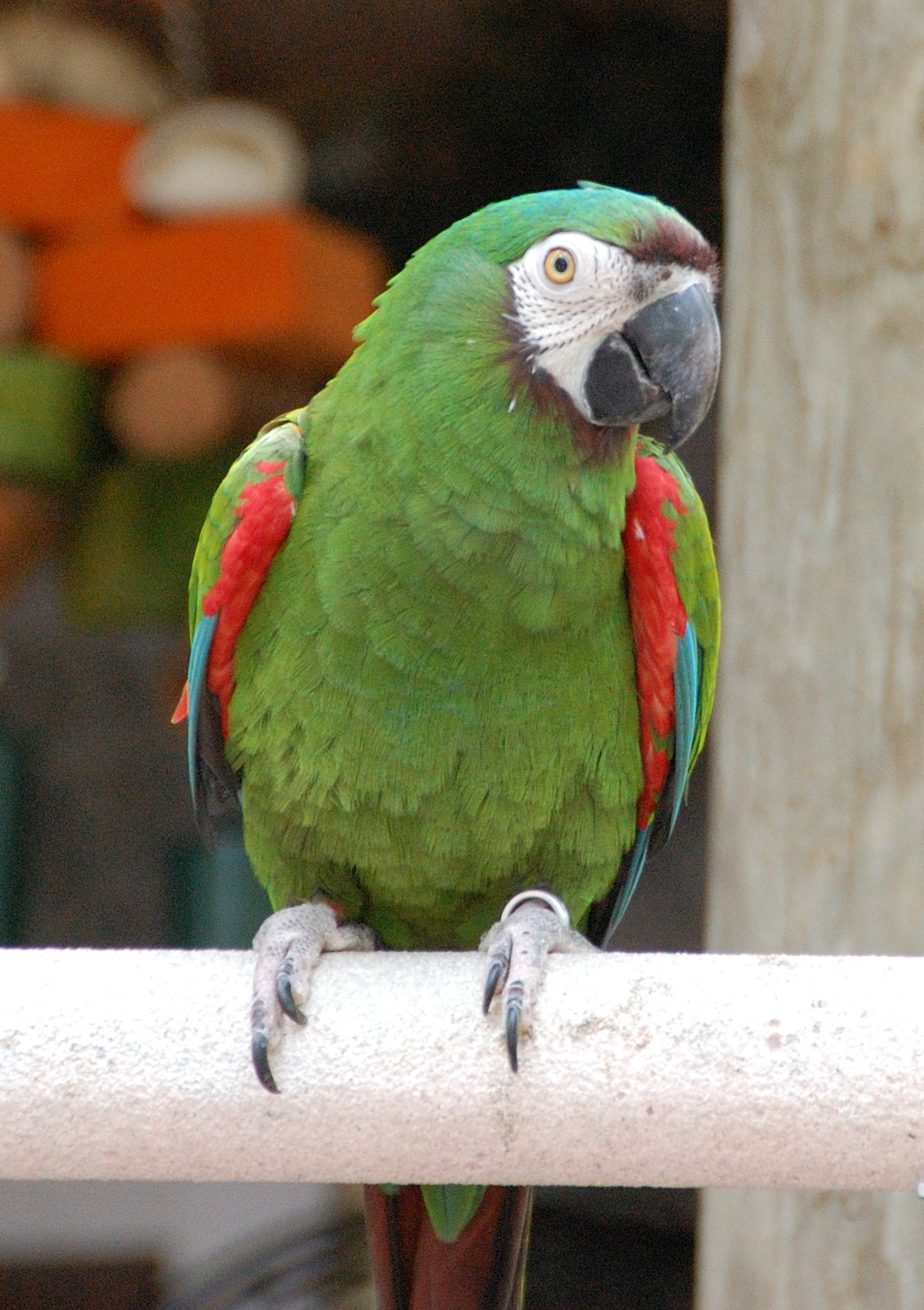
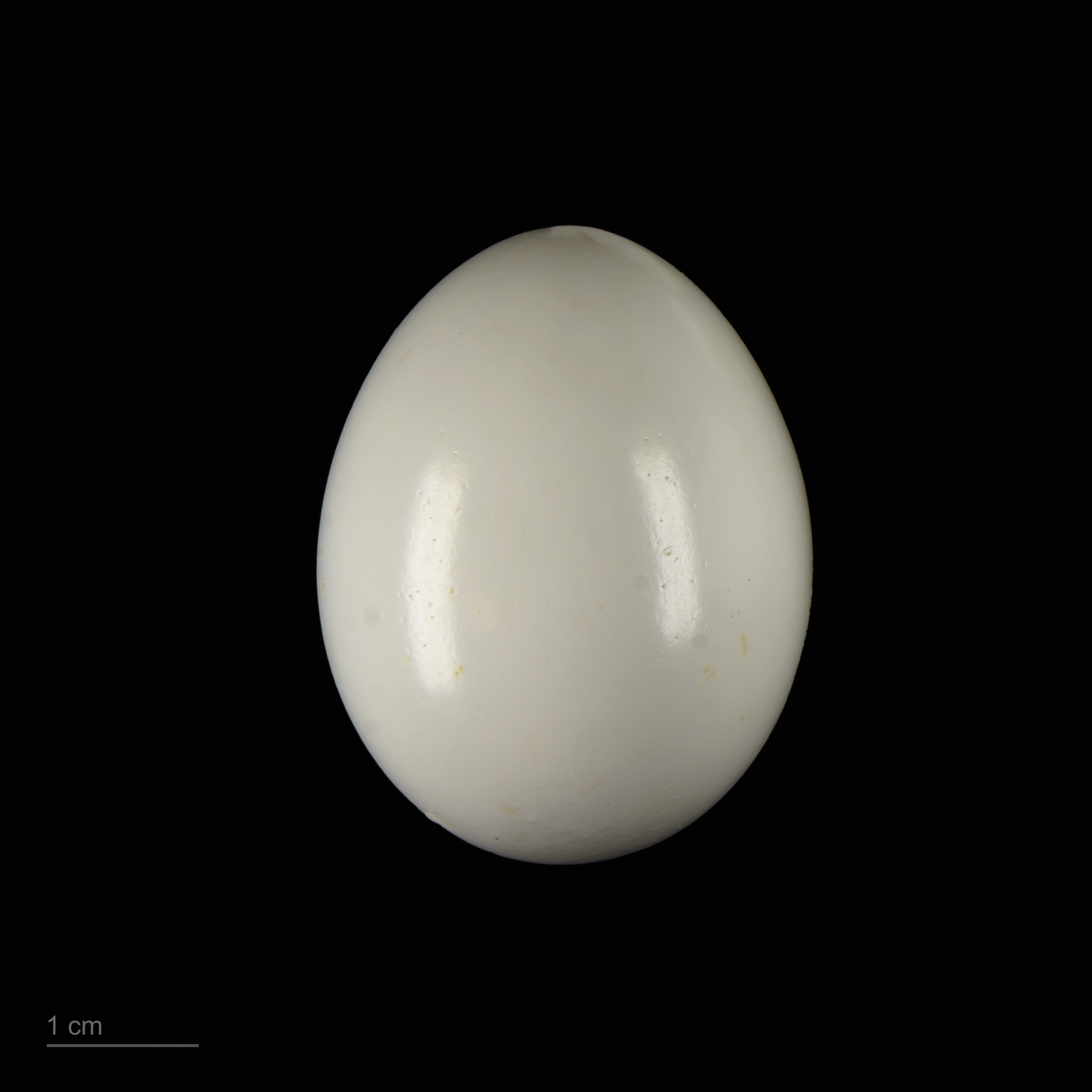
яйцо Ara severus -  Тулузский музеум